# Château de Sondershausen
L’ancien château résidentiel de Sondershausen des comtes et, à partir de 1697, des ducs de Schwarzbourg-Sondershausen domine la ville de Sondershausen dans le land de Thuringe en Allemagne.
La partie la plus ancienne du château fut érigée à partir de 1534. Plus tard suivirent son agrandissement et son extension, c’est pourquoi on y trouve les styles renaissance, baroque, rococo et classique donnant ainsi au château un aspect tout particulier; on peut le considérer comme étant le plus important château de Thuringe du Nord.
La plupart des salles historiques dans le château sont occupées par le musée du château. Sur le thème de la culture à la cour, on trouve, réparties dans 25 salles, des collections intéressantes et précieuses et parfois curieuses des anciens régents. Quatre autres expositions permanentes sur le thèmes: histoire de la ville et du Land, préhistoire et protohistoire, histoire de la musique  à Sondershausen ainsi que nature et environnement donnent de façon vivante des informations historiques et actuelles. Le point d’orgue du musée est le “carrosse d’or” – le seul carrosse d’apparat de ce genre en Allemagne.
L’écurie et la maison octogonale appartiennent également à l’ensemble architectural formé par le château.
L’écurie construite en 1849, a été transformée en 2003 en un bâtiment équipé d’une technique de haute qualité. Elle est aujourd’hui le siège de l’Académie de musique du land de Thuringe, un institut de formation pour les musiciens professionnels et débutants et qui, avec son grand nombre de manifestations, est un véritable enrichissement pour la vie culturelle de la ville.
La maison octogonale fut érigée en 1709. Elle était alors très fréquentée par les membres de la Cour pour leur divertissement. Aujourd’hui c’est une salle de concert. 
Le parc de Sondershausen entourait à l’origine le château, en tant jardin renaissance. Au XIXe siècle, il fut transformé en parc anglais.

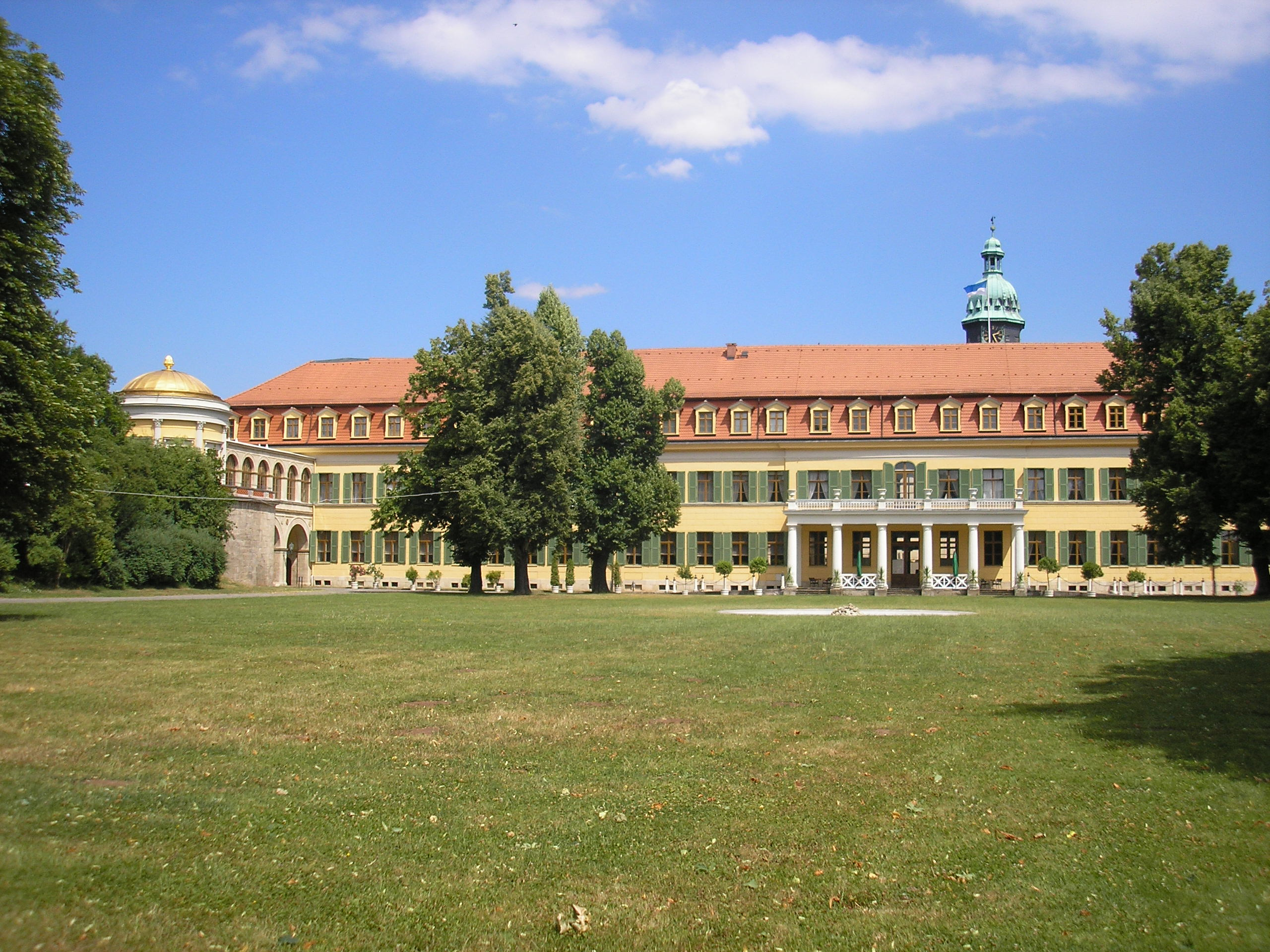
Vue sur le gardin d'agrément et l'aile Ouest
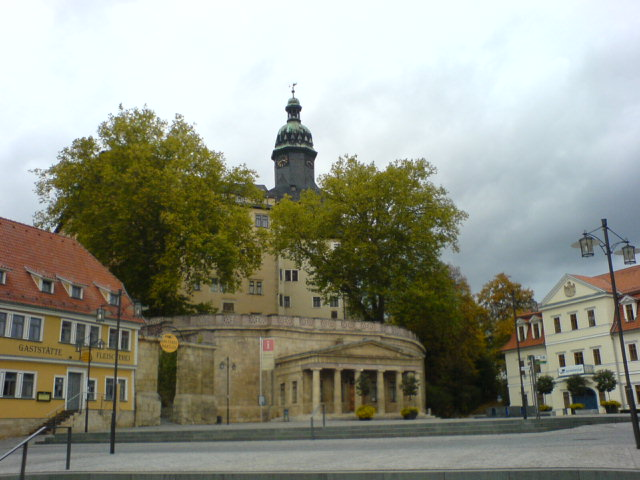
Vue sur la place du Marché et sur le château
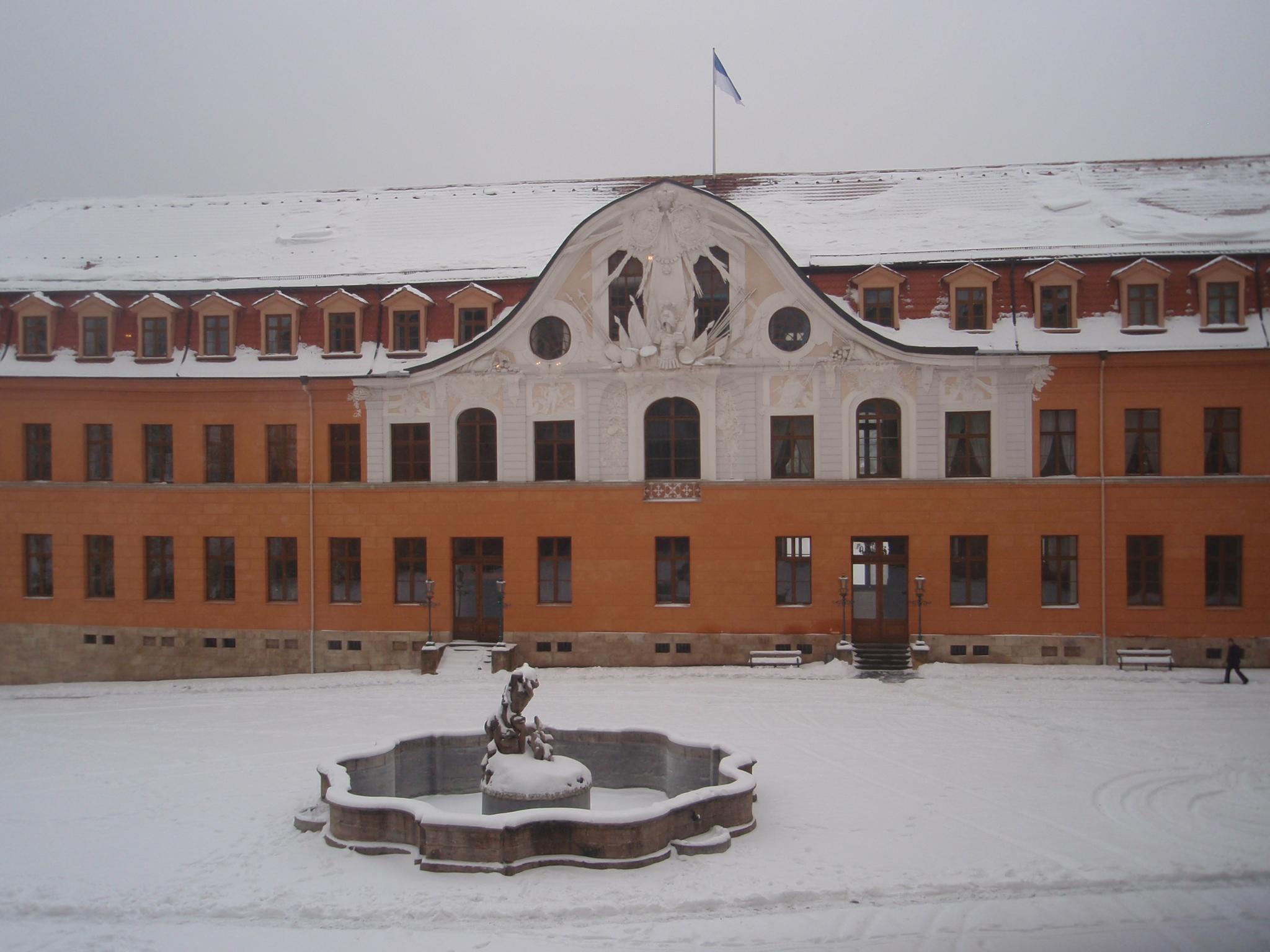
l'aile Ouest et puits dans la cour
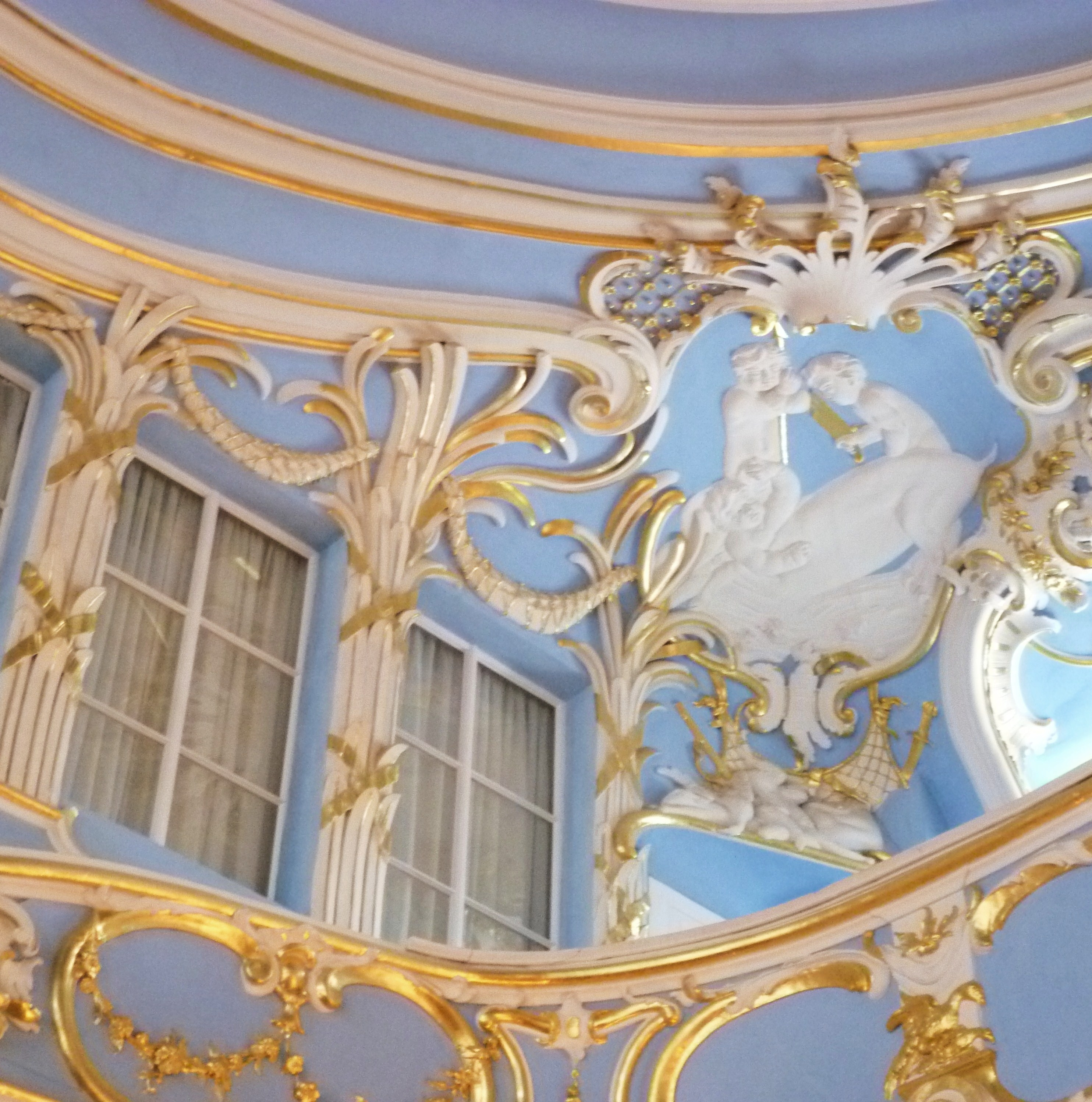
détail de salle bleue
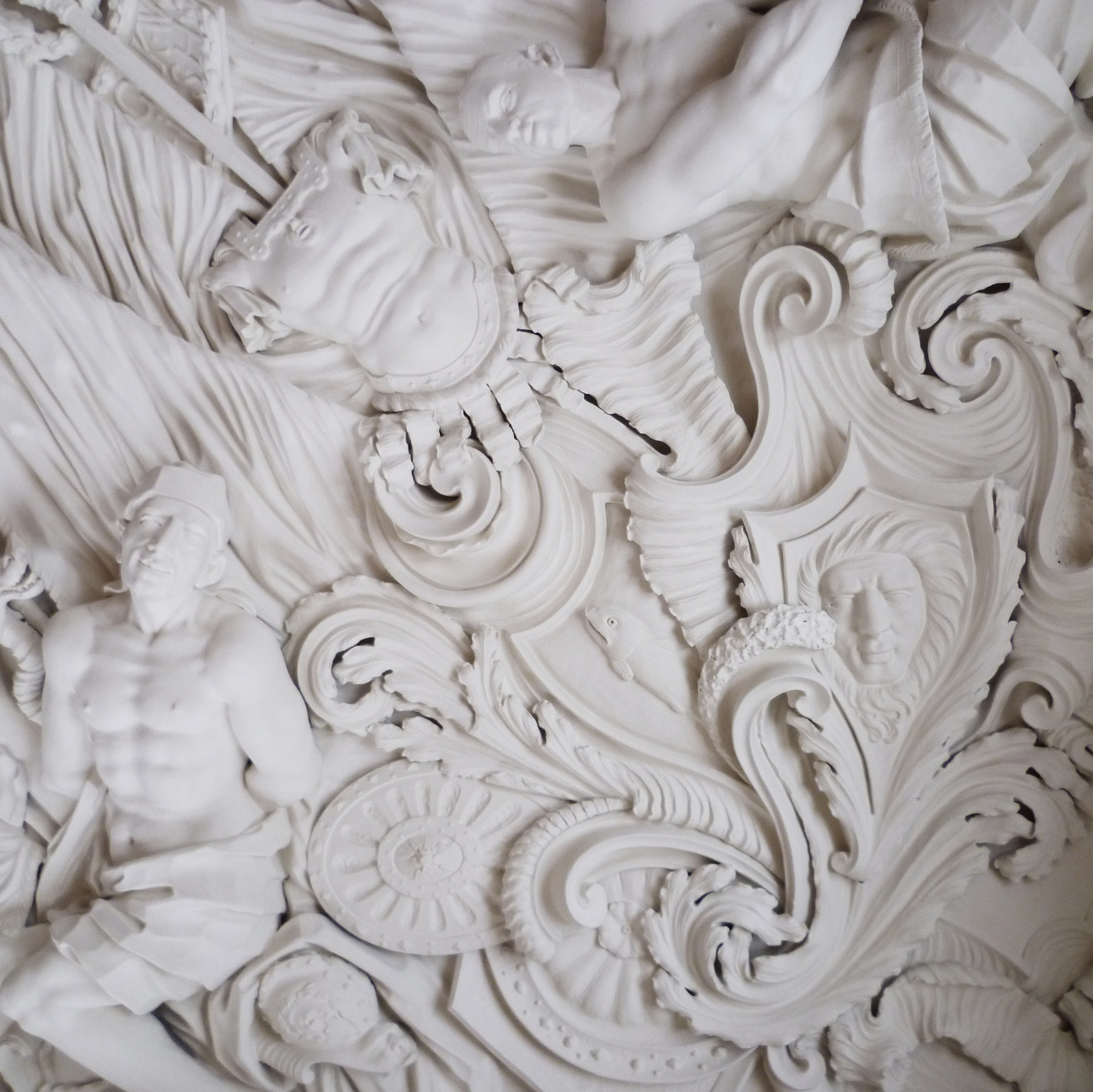
détail de salle de géants
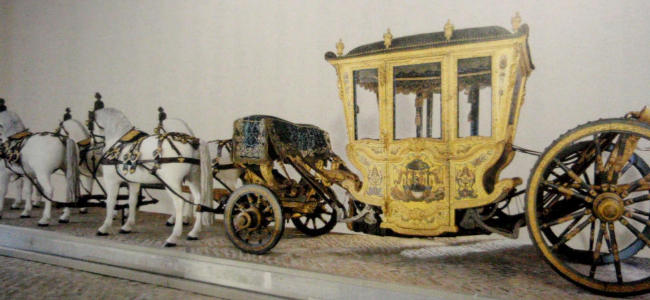
Carrosse doré
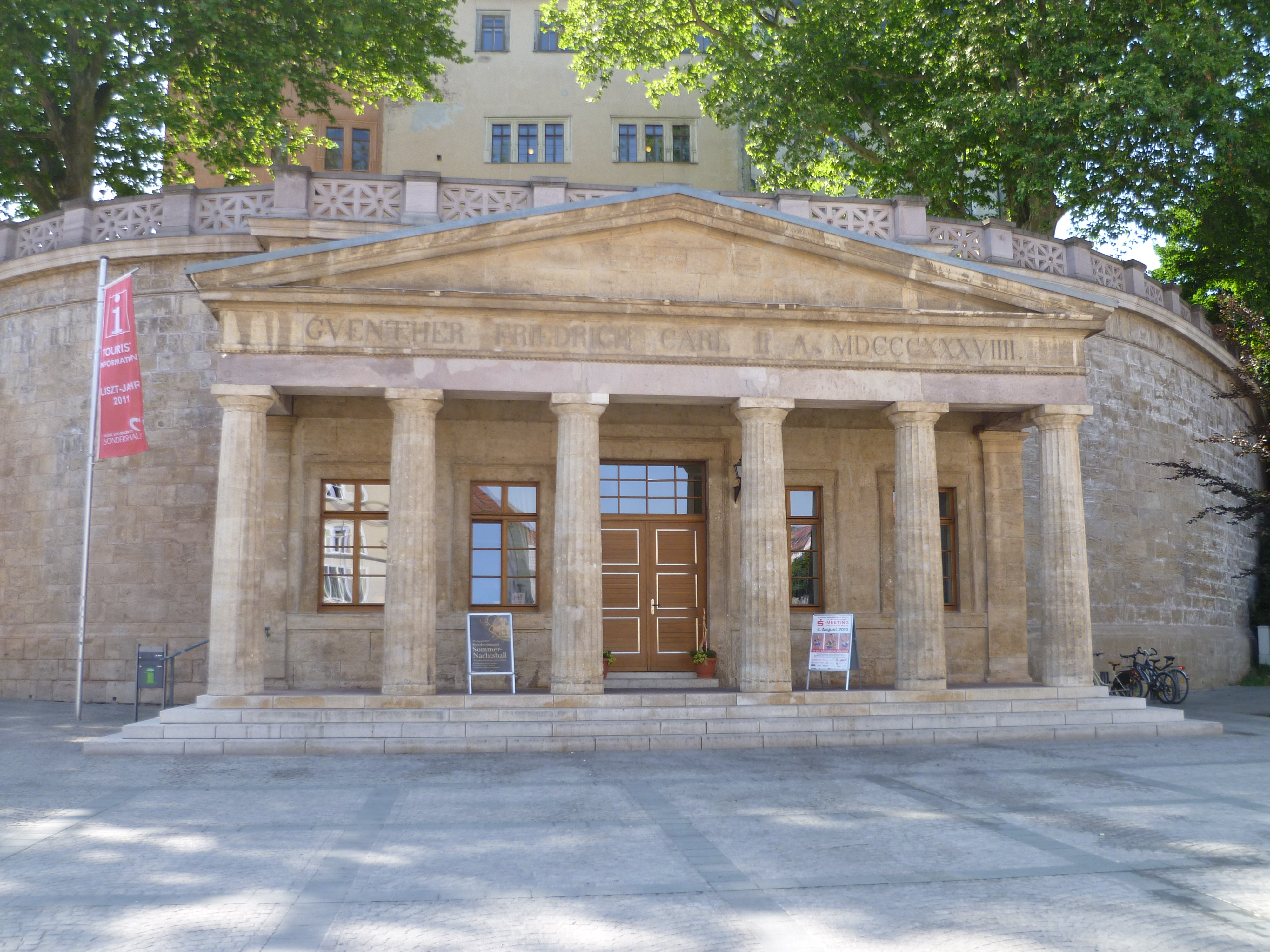
La vieille garde ("Alte Wache")
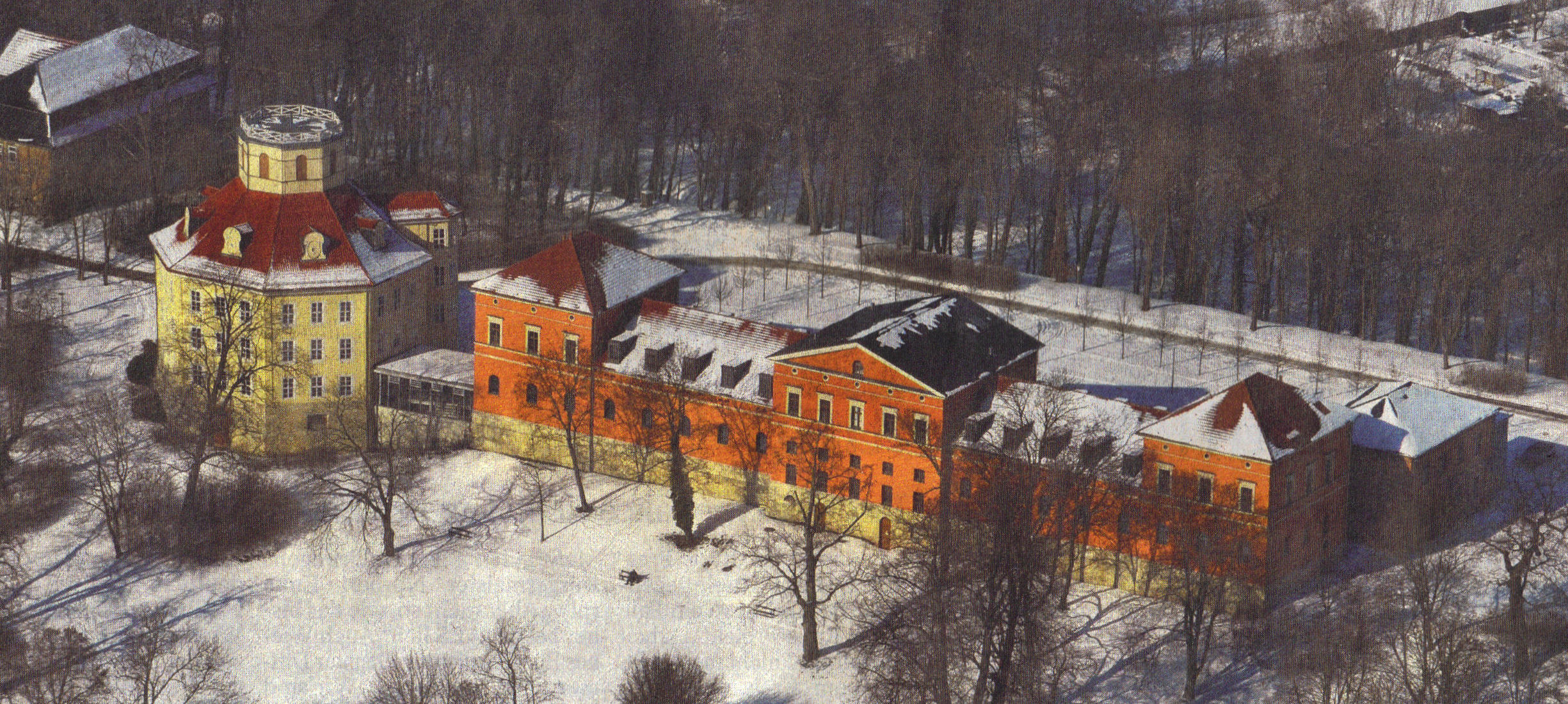
Maison octogonale et marstall
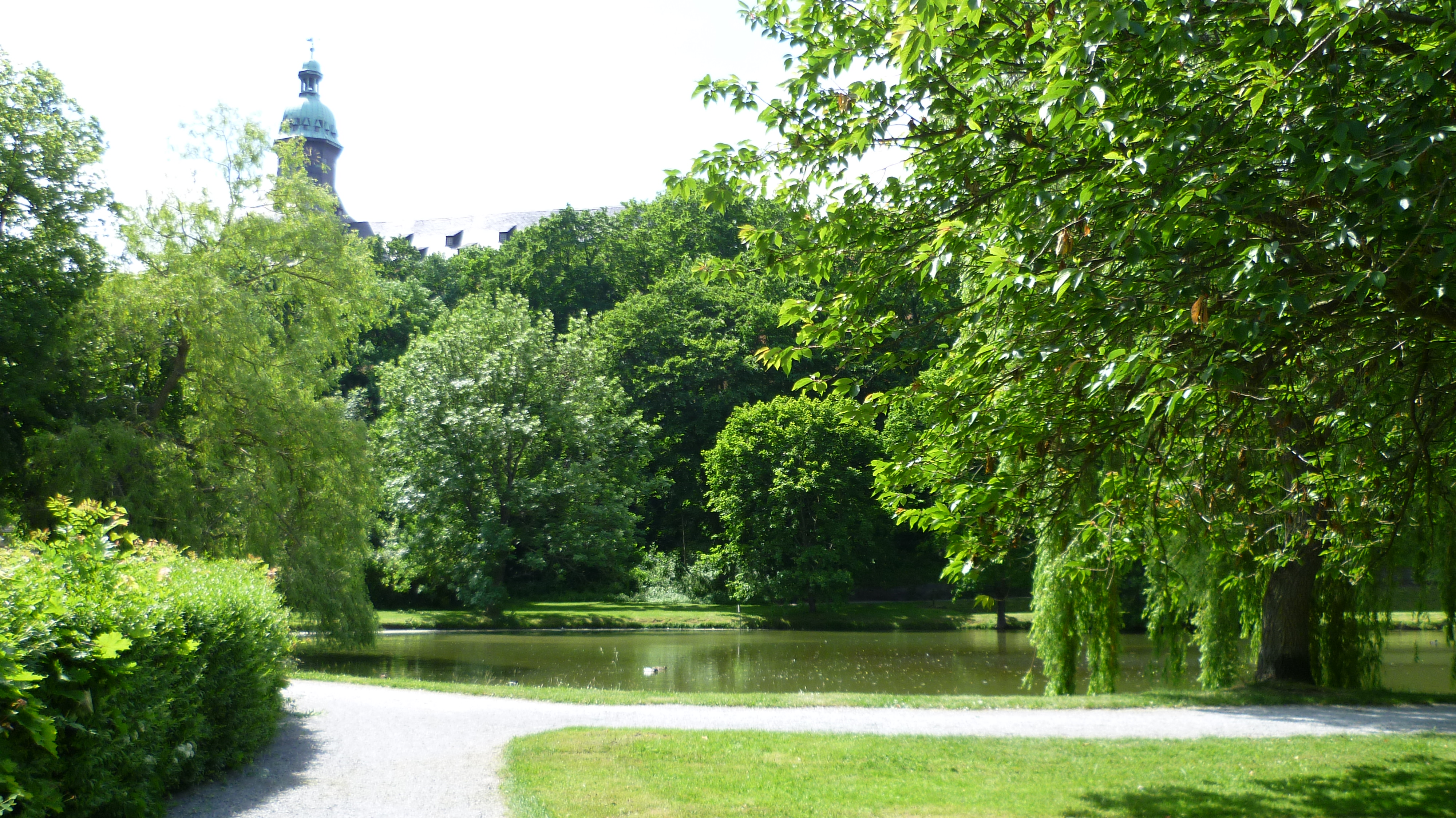
le parc